# Kalmus (Gattung)
Kalmus (Acorus) ist die einzige Gattung in der monotypischen Familie der Kalmusgewächse (Acoraceae), der einzigen Familie der Ordnung der Kalmusartigen (Acorales). Sie ist die basalste Gattung der Monokotyledonen. Zu den deutschen Trivialnamen siehe unter dem Artikel zur Art Acorus calamus.

## Beschreibung

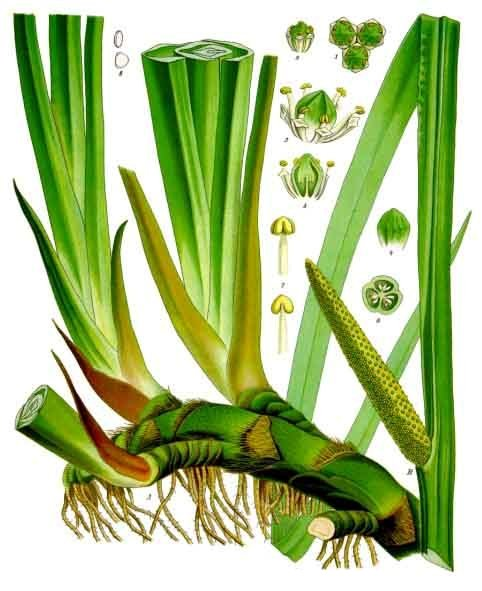
Illustration des Kalmus (Acorus calamus)

Kalmus-Arten sind ausdauernde krautige Pflanzen. Als Überdauerungsorgane bilden diese Sumpfpflanzen Rhizome. Es ist ein Aerenchym ausgebildet. Alle Pflanzenteile sind kahl. Wenn man Pflanzenteile verletzt riechen sie stark aromatisch. Die grundständigen und zweizeilig angeordneten Laubblätter sind ungestielt. Die einfache Blattspreite ist flach, parallelnervig, unifazial und schwertförmig.

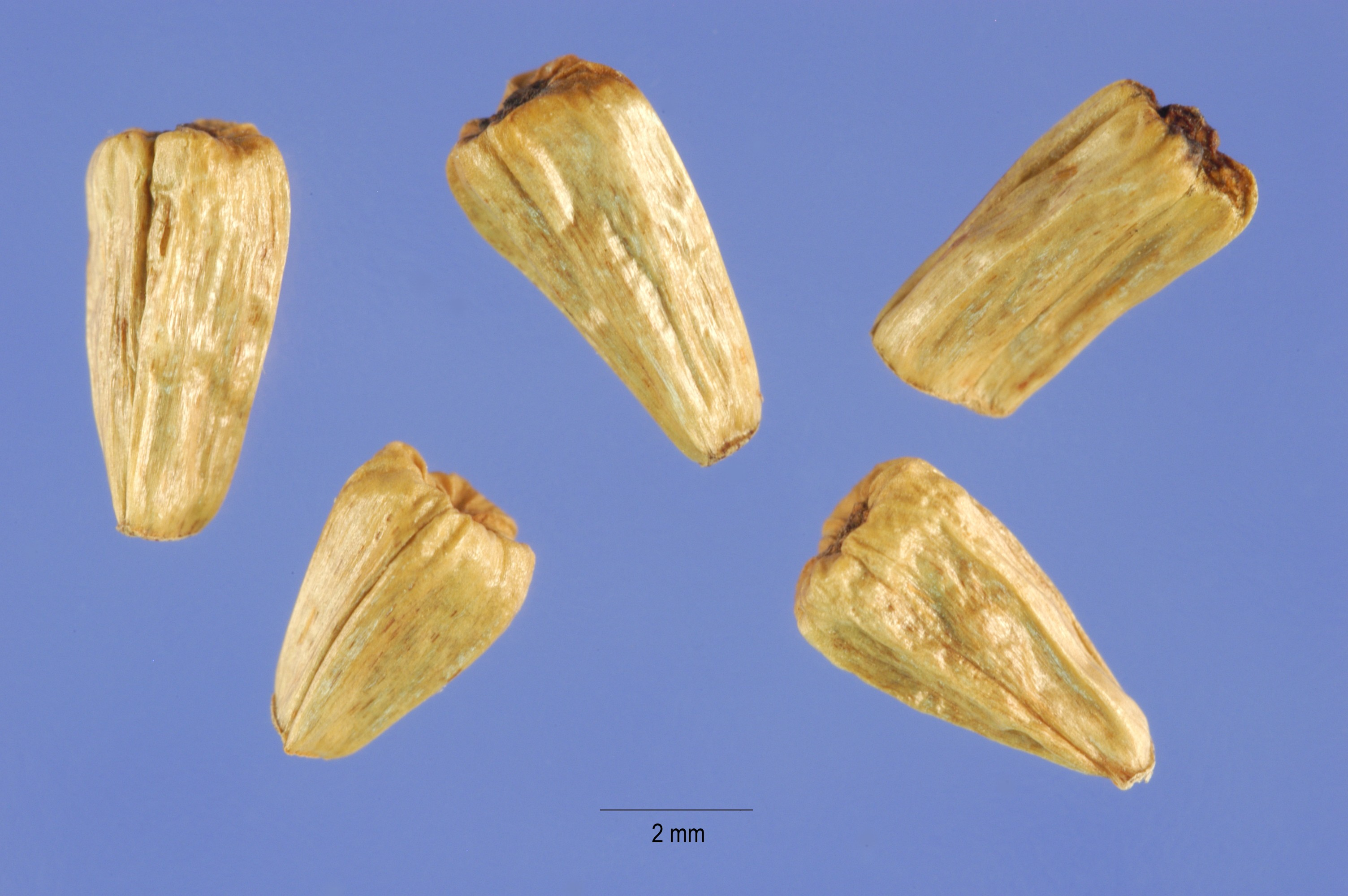
Samen des Arznei-Kalmus (Acorus calamus)

In einem ährigen Gesamtblütenstand sitzen mehrere kolbige Blütenstände zusammen. In Kolben sind viele Blüten angeordnet. Die Spatha ist stängelähnlich.
Die zwittrigen Blüten sind unscheinbar, dreizählig und pentazyklisch (mit fünf Blütenblattkreisen). Die sechs gleichgestaltigen, freien Blütenhüllblätter sind bräunlich und häutig. Es sind zwei Kreise mit je drei freien, fertilen, gelben  Staubblättern vorhanden. Meist drei (zwei bis vier) Fruchtblätter sind zu einem oberständigen Fruchtknoten verwachsen mit zwei bis vier (selten bis fünf) Samenanlagen je Fruchtknotenkammer. Ein Griffel ist nicht erkennbar und so sitzen die Narben direkt auf den Fruchtknoten.
Die braunen bis rötlichen Früchte werden als Kapselfrüchte oder Beeren gedeutet und besitzen ein dünnes, ledriges Perikarp.
Die Chromosomenzahlen betragen 2n = (22), 24, 36, (44), 48.

## Systematik und Verbreitung

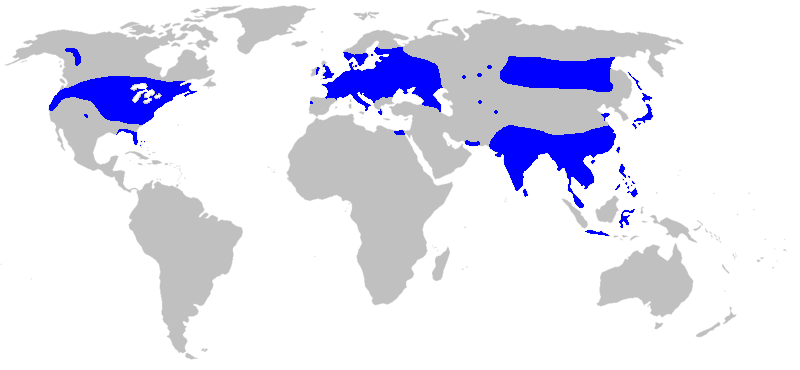
Verbreitungskarte der Gattung Acorus

Die Gattung Acorus wurde 1753 in Species Plantarum, 1, S. 324 aufgestellt. Typusart ist Acorus calamus L. Ein Synonym für Acorus L. ist Calamus Garsault. Der Familienname Acoraceae wurde durch Iwan Iwanowitsch Martynow in Tekhno-Bot. Slovar., 1820, Seite 6 veröffentlicht.
Der Gattungsname Acorus stammt von griechisch Ἄκορον (Ákoron), einer Arzneipflanze, die Dioskurides als der Schwertlilie ähnlich beschreibt; ob er wirklich den Kalmus meint, bleibt unsicher.
Die Kalmusgewächse (Acoraceae) sind die basalste Gruppe der Einkeimblättrigen Pflanzen (Monokotyledonen). Früher wurde die Gattung Acorus der Familie der Aronstabgewächse (Araceae) zugeordnet.
Die Kalmus-Arten sind ursprünglich im gemäßigten bis subtropischen Asien sowie Nordamerika und auch in Südostasien heimisch. Sie sind in vielen Gebieten der Welt, beispielsweise Ägypten und Europa verwildert.
Die Gattung Acorus enthält je nach Autor nur zwei (Flora of China 2010 und Kew) bis zu sechs Arten beziehungsweise einige Unterarten oder Varietäten:
- Schmalblättriger oder Zwerg-Kalmus (Acorus gramineus Sol. ex Aiton, Syn.: Acorus humilis Salisb., Acorus pusillus Siebold, Acorus gramineus var. pusillus (Siebold) Engl., Acorus gramineus var. macrospadiceus Yamam., Acorus gramineus var. japonica M.Hotta, Acorus macrospadiceus (Yamam.) F.N.Wei & Y.K.Li, Acorus xiangyeus Z.Y.Zhu): Sie ist vom Himalaja über Myanmar, Thailand und China bis Japan und zu den Philippinen verbreitet.[1][2]
- Kalmus (Acorus calamus L.): Er gedeiht in gemäßigten Gebieten Indiens, Himalaya sowie südlichen Asiens, wird überall auf der Welt kultiviert und ist oft verwildert. Es gibt drei akzeptierte Varietäten:[2]
  - Acorus calamus L. var. calamus (Syn.: Acorus calamus var. verus L., Acorus calamus var. vulgaris L., Acorus verus Garsault, Acorus odoratus Lam., Acorus aromaticus Gilib., Acorus elatus Salisb., Acorus calamus-aromaticus Clairv., Acorus undulatus Stokes, Acorus terrestris Spreng., Acorus europaeus Dumort., Acorus calamus var. europeus Raf., Acorus verus (L.) Raf., Acorus flexuosus Raf., Acorus floridanus Raf., Acorus angustatus Raf., Acorus griffithii Schott, Acorus nilghirensis Schott, Acorus commutatus Schott, Acorus angustifolius Schott, Acorus belangeri Schott, Acorus casia Bertol., Acorus commersonii Schott, Acorus calamus var. angustifolius (Schott) Engl., Acorus calamus var. belangeri (Schott) Engl.)[1][2]
  - Acorus calamus var. americanus Raf. (Syn.: Acorus americanus (Raf.) Raf.): Er ist in Alaska, Kanada und in den nördlichen USA, in Sibirien und gemäßigten Gebieten Asiens verbreitet.[1][2]
  - Acorus calamus var. angustatus Besser (Syn.: Acorus cochinchinensis (Lour.) Schott, Acorus tatarinowii Schott, Acorus terrestris Rumph. ex Schott nom. illeg., Acorus triqueter Turcz. ex Schott, Acorus spurius Schott, Acorus calamus var. spurius (Schott) Engl., Acorus gramineus var. crassispadix Lingelsh., Acorus asiaticus Nakai, Acorus rumphianus S.Y.Hu, Acorus latifolius Z.Y.Zhu): Sie kommt in Asien vor.[1][2]

## Inhaltsstoffe und Verwendung
Aus Kalmus-Arten werden das „Kalmusöl“ (‚Calami aetheroleum‘, aus allen Pflanzenteilen) und „Ackerwurz“ (getrocknete Rhizome, auch „Kalmusrot“ oder „Magenwurz“ genannt) gewonnen. Die wichtigsten Inhaltsstoffe sind Asarone, deren Gehalt je nach Art (hier sind wechselnde Ploidiegrade vorhanden) und Pflanzenteil (Blätter oder Wurzeln) variiert. Diploider Amerikanischer Kalmus enthält kein β-Asaron, triploider europäischer Kalmus maximal 10  % und indischer Kalmus (tetraploid) bis zu 96  % β-Asaron. Weitere Inhaltsstoffe sind Farnesene (vorwiegend das β-Farnesen, bis 46 %), Geranylacetat (bis 77 %), der Methylether des cis-Isoeugenol (maximal 36 %), Shyobunon (0–53 %), Acorenon (6–9 %) sowie verschiedene Monoterpene (Camphen, Limonen, Myrcen und Pinene).
Kalmusöl wird in der Heilkunde und bei der Parfüm- und Likörherstellung und für Magenbitter verwendet. Kalmus gilt als kräftigend und appetitanregend und wird in der Volksmedizin verschiedentlich als Dekokt gegen Magen- und Verdauungsbeschwerden, Husten (eine krampflösende Wirkung ist belegt) und Erkältungen, Schmerzen und Entzündungen eingesetzt, wobei die Wirksamkeit meist wissenschaftlich nicht belegt ist.
Aufgrund nachgewiesener mutagener, carzinogener sowie reproduktionstoxischer Effekte der Asarone ist der Einsatz von Kalmusöl oder sonstigen Kalmusprodukten in Lebensmitteln nur beschränkt zugelassen; in den USA und Kanada ist die Verwendung von Kalmusprodukten nicht erlaubt.

## Standorte
Kalmus-Arten sind schilfartige Röhrichtpflanzen, die in den gemäßigten Klimazonen der nördlichen Hemisphäre Gräben, die Ufer von Teichen, Bächen und langsamfließenden Flüssen sowie Sumpfgebiete besiedeln.